# 8786 Belskaya
A 8786 Belskaya (ideiglenes jelöléssel 1978 RA8) a Naprendszer kisbolygóövében található aszteroida. Claes-Ingvar Lagerkvist fedezte fel 1978. szeptember 2-án.